# Кунож (приток Унжи)
Кунож — река в Бабушкинском районе Вологодской области России.
Исток находится на восточных склонах Галичской возвышенности. Впадает в реку Унжу в 351 км от устья по правому берегу, около посёлка Кунож. Длина реки составляет 98 км, площадь водосборного бассейна — 905 км². Русло извилистое, уклон — 0,64 м/км, использовалась для лесосплава.

## Данные водного реестра
По данным государственного водного реестра России относится к Верхневолжскому бассейновому округу, водохозяйственный участок реки — Унжа от истока и до устья, речной подбассейн реки — Бассей притоков Волги ниже Рыбинского водохранилища до впадения Оки. Речной бассейн реки — (Верхняя) Волга до Куйбышевского водохранилища (без бассейна Оки).
Код объекта в государственном водном реестре — 08010300312110000014887.

### Притоки
(км от устья)
- 21 км: река Митюг (лв)
- 43 км: река Емна (пр)
- 56 км: река Ничма (пр)
- 61 км: река Сивеж (лв)
- 82 км: река Ехреньга (лв)